# 中书侍郎
中书侍郎，中书省的副官，帮助中书令管理中书省的事务。
中书侍郎在汉朝开始设置，称之为中书郎，魏晋时称之为通事郎。南北朝时，正式称为中书侍郎，设置四人。隋朝改名内史侍郎，隋炀帝设置二人。内史令空缺时，内史侍郎开始参与朝政。唐朝改回中书侍郎（7世纪60年代称西台侍郎，武周时期称内史侍郎、凤阁侍郎，开元初期称紫微侍郎）。唐代宗以后，同中书门下平章事成为真正的宰相，常常以门下侍郎和中书侍郎同平章事为首席宰相。宋神宗元丰改制，以左仆射兼门下侍郎，右仆射兼中书侍郎为宰相。南宋复置参知政事，废除中书侍郎。元代中书省的副官称为中书丞相，明太祖废除。

## 宋朝宰执
| 右仆射兼中书侍郎 - 蔡确1082-1085 - 韩缜1085-1086 - 司马光1086 - 吕公著1086-1088 - 范纯仁1088-1089，1093-1094 - 刘挚1091 - 苏颂1092-1093 - 韩忠彦1100 - 曾布1100-1102 - 蔡京1102-1103 - 赵挺之1105-1107 - 张商英1110-1111 少宰兼中书侍郎 - 刘正夫1116 - 余深1117-1119 - 王黼1119-1120 - 李邦彥1124-1126 - 张邦昌1126 - 吴敏1126 - 唐恪1126 右仆射兼中书侍郎 - 何㮚1126 - 李纲1127 - 黄潜善1127-1128 - 汪伯彦1128-1129 - 朱胜非1129 - 吕颐浩1129 | 中书侍郎（执政） - 张璪 1082-1086 - 吕大防 1086-1088 - 傅尧俞 1089-1091 - 范百禄 1092-1093 - 李清臣 1094-1097 - 许将 1097-1102 - 温益 1102-1103 - 赵挺之 1103-1104 - 吴居厚 1104-1106 - 刘逵 1106 - 何執中 1107 - 邓洵武 1107 - 梁子美 1107-1108 - 林摅 1108-1109 - 余深 1109-1110 - 张商英 1110 - 刘正夫 1110-1116 - 侯蒙 1116-1117 - 白時中 1117-1118 - 王黼 1118-1119 - 冯熙载 1119-1121 - 张邦昌 1121-1126 - 王孝迪 1126，1129 - 徐处仁 1126 - 唐恪 1126 - 何㮚 1126 - 陈过庭 1126 - 黄潜善 1127 - 朱胜非 1128-1129 |